# Lanciafiamme Mod. 41 d'assalto
O Lanciafiamme Mod. 41 d'assalto foi um lança-chamas usado pelo Exército Real Italiano durante a Segunda Guerra Mundial. O mod. 41 foi concebido para ser um lança-chamas extremamente leve e compacto para equipar pára-quedistas e engenheiros de assalto.  O lança-chamas permaneceu em uso mesmo depois da guerra até 1998.
A arma foi desenvolvida durante o ano de 1941 em resposta à necessidade de um lança-chamas portátil que pudesse ser usado em combate urbano. O resultado foi um lança-chamas portátil, que consistia no amplamente utilizado tanque de combustível de mochila e um conjunto de bocal que se conectava totalmente a uma mangueira que permitiria ao usuário da arma disparar contra o inimigo. A arma tinha um alcance efetivo de aproximadamente 20-25 metros e foi amplamente utilizada durante as Campanhas do Norte da África contra os aliados. A arma foi usada principalmente para limpar bunkers, trincheiras e fortificações. A arma continuou seu serviço após a Segunda Guerra Mundial até ser completamente descontinuada no ano de 1998 devido ao seu projeto obsoleto.